# Aedes spinosus
Aedes spinosus är en tvåvingeart som beskrevs av Berlin 1969. Aedes spinosus ingår i släktet Aedes och familjen stickmyggor. Inga underarter finns listade i Catalogue of Life.